# Lady Morgan

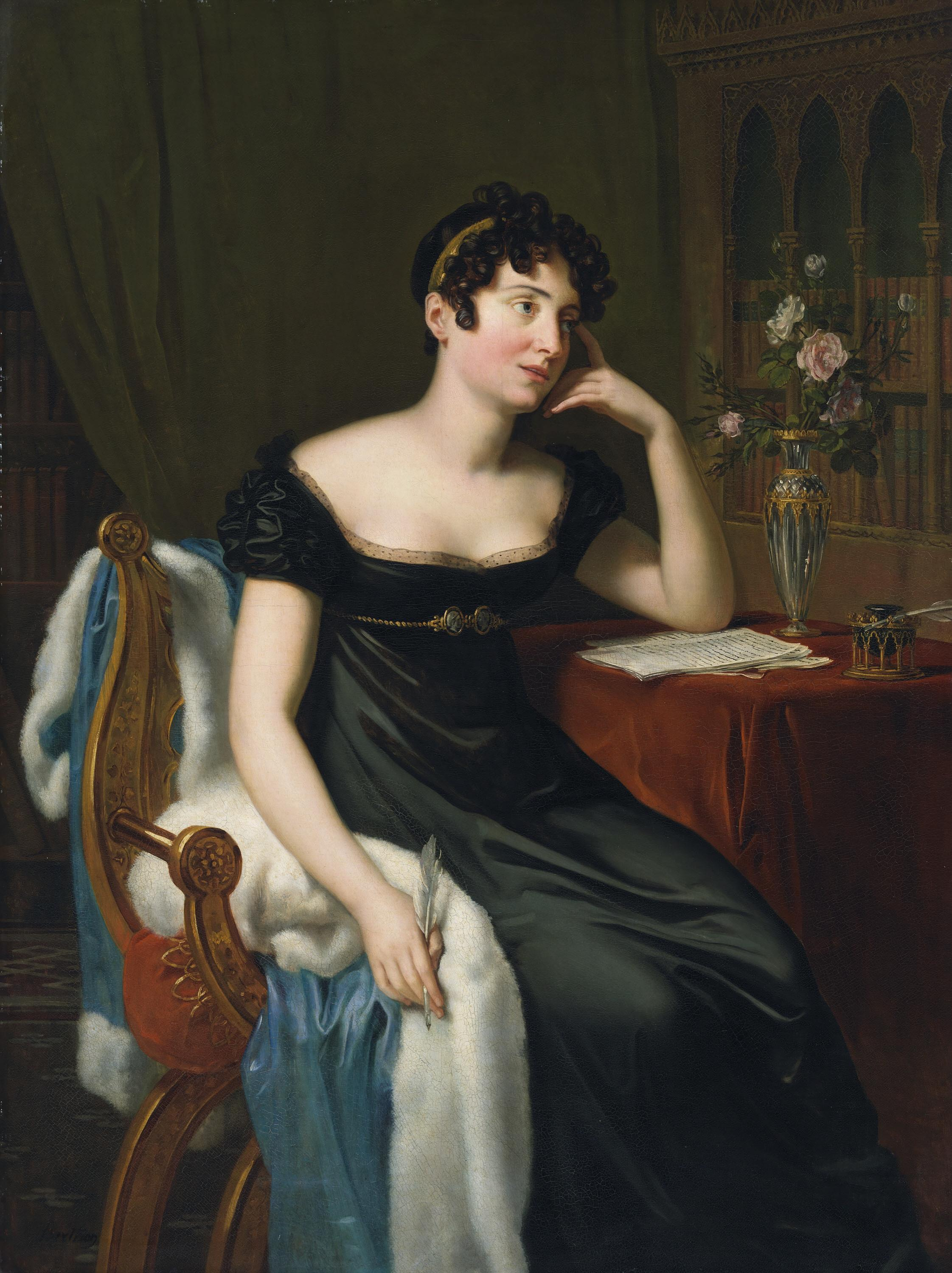
Lady Morgan

Lady Morgan (Sydney Owenson) (ur. 25 grudnia 1776 w Dublinie, zm. 14 kwietnia 1859) – irlandzka powieściopisarka.

## Dzieła (Wybór)
- 1804 St. Clair
- 1806 The Novice of St. Dominick
- 1806 The Wild Irish Girl

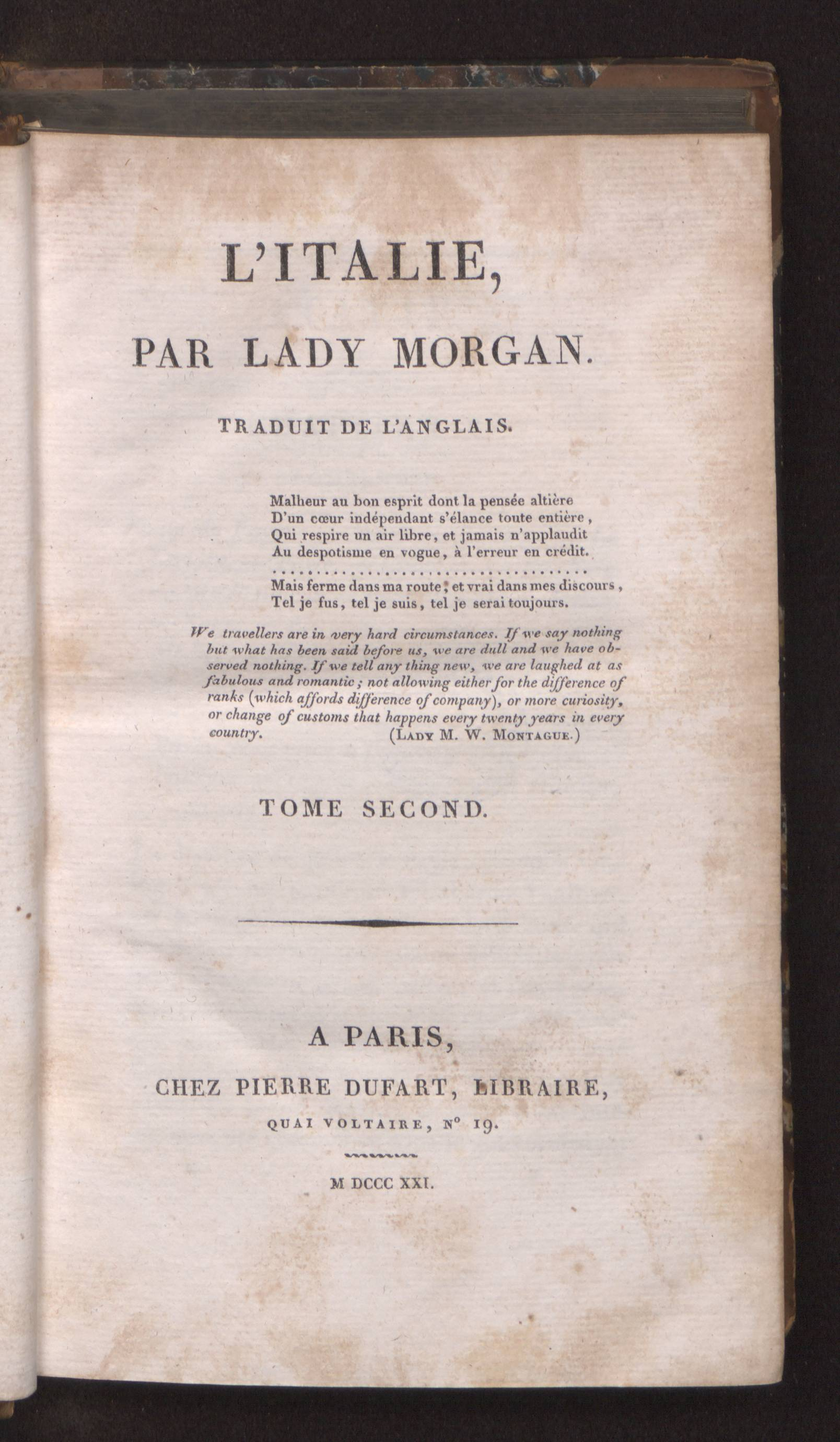
Italie, t. 2, 1821

- 1807 Patriotic Sketches and Metrical Fragments
- 1811 The Missionary: An Indian Tale
- 1814 O'Donnell
- 1818 Florence Macarthy
- 1823 Life and Times of Salvator Rosa
- 1825 Absenteeism
- 1827 The O'Briens and the O'Flaherties
- 1829 The Book of the Boudoir
- 1833 Dramatic Scenes from Real Life
- 1835 The Princess
- 1840 Woman and her Master
- 1841 The Book without a Name
- 1859 Passages from my Autobiography